# Igor Cvitanović
Igor Cvitanović (ur. 1 listopada 1970 w Osijeku) – były chorwacki piłkarz grający na pozycji napastnika.

## Kariera klubowa
- 1989–1991 /Dinamo Zagrzeb
- 1992 NK Varteks
- 1992–1997 Dinamo Zagrzeb
- 1998–1999 Real Sociedad
- 1999–2002 Dinamo Zagrzeb
- 2002 Shimizu S-Pulse
- 2002–2003 NK Osijek

Cvitanović urodził się w Osijeku, ale swoją profesjonalną karierę zaczynał w stołecznym Dinamie Zagrzeb. Pojawił się w barwach Dinama w swoim premierowym sezonie i w 10 meczach zdobył 5 bramek. W 1992 ruszyła nowo powstała pierwsza liga Chorwacji, a Cvitanović został na ten sezon wypożyczony do NK Varteks. W drużynie z Varaždinu spisał się dobrze i w 21 meczach zdobył 9 bramek. Po tak dobrym sezonie powrócił więc do Dinama latem 1992. W latach 1992–1997 Cvitanović stał się jedną z największych wówczas gwiazd Dinama. Został 2-krotnie z rzędu królem strzelców ligi – w sezonie 1995/1996 z 19 golami i w 1996/1997 z 20 golami. W sezonie 1993/1994 również był blisko korony króla strzelców, zdobył 27 goli, ale jego partner z zespołu Goran Vlaović 29, i to on został najlepszym strzelcem sezonu. Do tego czasu w barwach Dinama Cvitanović zdobył aż 104 bramki ligowe w 159 meczach.
W styczniu 1998 roku Cvitanović podpisał kontrakt z hiszpańskim Realem Sociedad. 1,5 roku spędzone w zespole z San Sebastian nie było dla Cvitanovicia udane, który w 29 meczach zdobył tylko 3 bramki. W 1999 roku wrócił do Dinama, w którym grał do 2002 roku, potem nastąpił roczny pobyt w japońskim Shimizu S-Pulse. W sezonie 2003/2004 był jeszcze graczem NK Osijek, w którym zagrał tylko 5 razy i nie zdobył gola, a po sezonie zdecydował się zakończyć piłkarską karierę.
Cvitanović 4-krotnie był mistrzem Chorwacji z zespołem Dinama w latach 1993, 1996, 1997 i 2000 i zdobył 5 razy Puchar Chorwacji w latach 1994, 1996, 1997, 2001 i 2002. Cvitanović ze 126 golami w lidze jest jej najlepszym w historii strzelcem – 117 z nich strzelił dla Dinama (jest najlepszym strzelcem w historii klubu) i 9 dla Varteksu.

## Kariera reprezentacyjna
W reprezentacji Chorwacji Cvitanović zadebiutował 22 października 1992 roku w wygranym 3:0 meczu z reprezentacją Meksyku. Pierwszą swoją bramkę w reprezentacji zdobył w wygranym 4:0 meczu z reprezentacją Izraela. Był członkiem kadry na Euro 96, ale nie zagrał tam żadnego meczu. Zagrał 6-krotnie w eliminacjach do Mistrzostw Świata we Francji, liczył, że dostanie także powołanie do kadry na finały, ale na kilka tygodni przed mistrzostwami selekcjoner Miroslav Blažević ogłosił, że Cvitanović zostaje w domu. Ostatni mecz w kadrze rozegrał 19 czerwca 1999 roku w rozegranym w Seulu meczu z reprezentacją Korei Południowej podczas turnieju o Puchar Korei. Ostatniego gola w kadrze także zdobył w tym turnieju – w meczu z Egiptem. Łącznie w reprezentacji Chorwacji Cvitanović rozegrał 27 meczów i zdobył 4 bramki.